# Aérodrome de Tarbes - Laloubère
L’aérodrome de Tarbes - Laloubère (code OACI : LFDT) est un aérodrome civil, ouvert à la circulation aérienne publique (CAP), situé sur la commune de Laloubère à 2 km au sud de Tarbes dans les Hautes-Pyrénées (région Occitanie, France).
Situé à proximité de l'hôpital de Tarbes et du parc des expositions, il sert de zone d'atterrissage pour les hélicoptères du SAMU et de la Protection Civile. Il accueille le détachement aérien de gendarmerie de Tarbes chargé entre autres missions du secours en montagne. L'aérodrome est un pôle de formation pour la pratique de l'aéromodélisme et de l'aviation générale: aviation légère, vol à voile, parachutisme. C'est aussi un lieu d'entrainement pour les régiments locaux de parachutistes militaires (1er RHP et 35e RAP). 

## Histoire
- L'aérodrome de Tarbes-Laloubère est créé en 1936 sous l'égide de Pierre Cot, ministre de l'air dans le gouvernement Léon Blum et de M. Dastugue, président de la CCI. La réalisation et l'exploitation de l'aérodrome sont confiées à la Chambre de commerce de Tarbes et des Hautes-Pyrénées par la convention signée le 31 décembre 1936.
- L'aéro-club de Bigorre créé en 1933, transfère ses activités du polygone de Juillan vers l'aérodrome de Laloubère.
- L'aérodrome est homologué le 23 juillet 1937.
- Le 20 novembre 1938 se déroule le dernier meeting aérien avant la Seconde Guerre mondiale.
- L'aérodrome est fermé lors de l'occupation de la zone sud par les Allemands.
- L'activité de l'aérodrome reprend à la Libération.
- L'aérodrome accueille un groupement de l'Aviation légère de l'Armée de terre (ALAT), de 1952 à 1969.
- En 1975, l'activité vol à voile reprend après avoir été interrompue en 1954.
- Les servitudes aéronautiques en vigueur sont définies par l'arrêté ministériel du 1er septembre 1981.
- Le premier janvier 1992, la CCI délègue la gestion de la plate-forme au Comité de Gestion de l'Aérodrome de Tarbes-Laloubère (CGATL), réunissant l'ensemble des associations aéronautiques et sportives agissant sur l'aérodrome.
- En septembre 2003, 2007 et 2012, trois grands meetings aériens gratuits sont organisés avec la participation de la Patrouille de France.

## Installations
L’aérodrome dispose de deux pistes en herbe orientées est-ouest (08/26) :
- une piste longue de 825 mètres et large de 50 ;
- une piste longue de 825 mètres et large de 80, accolée à la première et réservée aux planeurs.

L’aérodrome n’est pas contrôlé. Les communications s’effectuent en auto-information sur la fréquence de 122,605 MHz.
S’y ajoutent :
- une aire de stationnement ;
- plusieurs hangars ;
- une station d’avitaillement en carburant 100LL et UL91[2].
- Depuis 2022, le Comité de Gestion de l'aérodrome est engagé dans un projet de développement de la biodiversité.

## Activités
Pôle aéronautique diversifié, l'aérodrome offre au travers de cinq associations, une palette d'activités permettant une formation orientée vers les métiers de l'aéronautique ou le loisir  sportif :
- Aéroclub de Bigorre[3] ;
- Association vélivole de Tarbes[4] ;
- Aéro-Modélisme Tarbes Bigorre;
- Centre École de Parachutisme de la Bigorre;
- Association Tarbaise de Constructeurs Amateurs d'Aéronefs.

La plate-forme accueille également le
- Détachement aérien de gendarmerie de Tarbes

chargé entre autres missions, du secours en montagne.